# Valley of Peace
Valley of Peace – miasto w Belize, w dystrykcie Cayo. W 2000 roku, miasto zamieszkiwało 1809 osób.